# 第54回グラミー賞
第54回グラミー賞（だい54かいグラミーしょう）は、2012年2月12日に発表・授賞式が開催された。司会はヒップホップ歌手のLL・クール・J。

## 概要
ノミネートは2011年11月30日にロサンゼルスのノキアシアターで発表された。当日はプレテレキャスト授賞式がロサンゼルス・コンベンションセンターで、本編がステイプルズ・センターで開催された。プレテレキャストの模様はGrammy.com、本編はCBSで全米放送された。ポスターデザインは建築家のフランク・ゲーリーが担当した。
授賞式では前日に死去したホイットニー・ヒューストンへの追悼として、ジェニファー・ハドソンが代表曲『オールウェイズ・ラヴ・ユー』を歌唱した。

## 受賞・候補作
受賞は各部門最上段に太字のもの

### 総合（主要部門）
年間最優秀レコード賞
- "ローリング・イン・ザ・ディープ（Rolling in the Deep）" - アデル
- "Holocene" – ボン・イヴェール
- "Grenade" – ブルーノ・マーズ
- "The Cave" – マムフォード・アンド・サンズ
- "Firework" – ケイティ・ペリー

年間最優秀アルバム賞
- 『21』 - アデル
- 『Wasting Light』 – フー・ファイターズ
- 『Born This Way』 – レディー・ガガ
- 『Doo-Wops & Hooligans』 – ブルーノ・マーズ
- 『Loud』 – リアーナ

年間最優秀楽曲賞
- "ローリング・イン・ザ・ディープ（Rolling in the Deep）" - アデル（『21』所収）
- "All of the Lights" - カニエ・ウェスト featuring リアーナ, キッド・カディ & Fergie
- "The Cave" - マムフォード・アンド・サンズ
- "Grenade" - ブルーノ・マーズ
- "Holocene" - ボン・イヴェール

最優秀新人賞
- ボン・イヴェール
- ザ・バンド・ペリー
- J・コール
- スクリレックス
- ニッキー・ミナージュ

### ポップ
最優秀ポップ・ソロ・パフォーマンス
- "サムワン・ライク・ユー（Someone like You）" - アデル （『21』所収）

最優秀ポップ・パフォーマンス（デュオもしくはグループ）
- "ボディ・アンド・ソウル（Body and Soul）" - トニー・ベネット＆エイミー・ワインハウス

最優秀ポップ・インストゥルメンタル・アルバム
- 『ザ・ロード・フロム・メンフィス（The Road from Memphis）』 - ブッカー・T・ジョーンズ
- 『Wish Upon a Star: A Tribute to the Music of Walt Disney』 – ジェニー・オークス・ベイカー（英語版）
- 『E Kahe Malie』 – ダニエル・ホー（英語版）
- 『Hello Tomorrow』 – デイヴ・コーズ
- 『セッツァー・ゴーズ・インストゥル-メンタル（Setzer Goes Instru-Mental!）』 – ブライアン・セッツァー

最優秀ポップボーカル・アルバム
- 『21』 - アデル
- 『レディ・キラー（The Lady Killer）』 – シーロー・グリーン
- 『ボーン・ディス・ウェイ（Born This Way）』 – レディー・ガガ
- 『ドゥー・ワップス&フーリガンズ（Doo-Wops & Hooligans）』 – ブルーノ・マーズ
- 『ラウド（Loud）』 – リアーナ

### ダンス／エレクトロニカ
最優秀ダンス録音
- スクリレックス "Scary Monsters and Nice Sprites" –  ソニー・ムーア（プロデューサー兼ミキサー）（『スケアリー・モンスターズ・アンド・ナイス・スプライツ（Scary Monsters and Nice Sprites）』所収）

最優秀ダンス／エレクトロニカ・アルバム（改名）
- 『スケアリー・モンスターズ・アンド・ナイス・スプライツ（Scary Monsters and Nice Sprites）』 – スクリレックス
- 『Zonoscope』 – カット・コピー
- 『デッドマウス』 – デッドマウス
- 『ナッシング・バット・ザ・ビート（Nothing but the Beat）』 – デヴィッド・ゲッタ
- 『Body Talk Pt. 3』 – ロビン

### トラディショナル・ポップ
最優秀トラディショナル・ポップ・アルバム
- 『デュエッツII（Duets II）』 – トニー・ベネット
- 『ザ・ギフト 〜夢の贈りもの（The Gift）』 – スーザン・ボイル
- 『In Concert on Broadway』 – ハリー・コニック・ジュニア
- 『Music Is Better Than Words』 – セス・マクファーレン
- 『ホワット・マターズ・モスト（What Matters Most）』 – バーブラ・ストライサンド

### ロック
最優秀ロック・パフォーマンス
- "Walk" - フー・ファイターズ（『ウェイスティング・ライト（Wasting Light）』所収）

最優秀メタル・パフォーマンス
- "White Limo" - フー・ファイターズ （『ウェイスティング・ライト（Wasting Light）』所収）

最優秀ロック・ソング
- "Walk" - フー・ファイターズ （『ウェイスティング・ライト（Wasting Light）』所収）

最優秀ロック・アルバム
- 『ウェイスティング・ライト（Wasting Light）』 - フー・ファイターズ
- 『Rock 'n' Roll Party (Honoring Les Paul)』 – ジェフ・ベック
- 『カム・アラウンド・サンダウン（Come Around Sundown）』 – キングス・オブ・レオン
- 『アイム・ウィズ・ユー（I'm with You）』 – レッド・ホット・チリ・ペッパーズ
- 『The Whole Love』 – ウィルコ

### オルタナティヴ
最優秀オルタナティヴ・ミュージック・アルバム
- 『ボン・イヴェール （Bon Iver）』 – ボン・イヴェール
- 『Codes and Keys』 – デス・キャブ・フォー・キューティー
- 『トーチズ（Torches）』 – フォスター・ザ・ピープル
- 『サーキタル（Circuital）』 – マイ・モーニング・ジャケット
- 『ザ・キング・オブ・リムズ（The King of Limbs）』 – レディオヘッド

### R&B
最優秀R&Bパフォーマンス
- "Is This Love" - コリーヌ・ベイリー・レイ （『The Love EP』所収）

最優秀トラディショナルR&Bパフォーマンス
- "Fool for You" - シーロー・グリーン＆メラニー・フィオナ （『レディ・キラー（The Lady Killer）』所収）

最優秀R&Bソング
- "Fool for You" （『レディ・キラー（The Lady Killer）』所収） - シーロー・グリーン、メラニー・フィオナ、Jack Splash（ソングライター）

最優秀R&Bアルバム
- 『F.A.M.E.』 - クリス・ブラウン
- 『Second Chance』 – エル・デバージ（英語版）
- 『ラヴ・レター（Love Letter）』 – R・ケリー
- 『Pieces of Me』 – レデシー（英語版）
- 『Kelly』 – ケリー・プライス（英語版）

### ラップ
最優秀ラップ・パフォーマンス
- "Otis" - ジェイ・Z＆カニエ・ウェスト featuring オーティス・レディング（『ウォッチ・ザ・スローン（Watch the Throne）』所収）

最優秀ラップ・コラボレーション
- "オール・オブ・ザ・ライツ"（All of the Lights）" - カニエ・ウェスト （『マイ・ビューティフル・ダーク・ツイステッド・ファンタジー（My Beautiful Dark Twisted Fantasy）』所収）

最優秀ラップ・ソング
- "オール・オブ・ザ・ライツ（All of the Lights）"（『マイ・ビューティフル・ダーク・ツイステッド・ファンタジー（My Beautiful Dark Twisted Fantasy）』所収） - Jeff Bhasker、Really Doe、カニエ・ウェスト、Malik Yusef（ソングライター）

最優秀ラップ・アルバム
- 『マイ・ビューティフル・ダーク・ツイステッド・ファンタジー（My Beautiful Dark Twisted Fantasy）』 - カニエ・ウェスト
- 『ウォッチ・ザ・スローン（Watch the Throne）』 – ジェイ・Z＆カニエ・ウェスト
- 『カーターIV（Tha Carter IV）』 – リル・ウェイン
- 『レイザーズ（Lasers）』 – ルーペ・フィアスコ
- 『ピンク・フライデー（Pink Friday）』 – ニッキー・ミナージュ

### カントリー
最優秀カントリー・ソロ・パフォーマンス
- "Mean" – テイラー・スウィフト（『スピーク・ナウ（Speak Now）』所収）

最優秀カントリー・デュオ／グループ・パフォーマンス
- "Barton Hollow" – ザ・シビル・ウォーズ（『Barton Hollow』所収）

最優秀カントリー・ソング
- テイラー・スウィフト "Mean" - テイラー・スウィフト（ソングライター）

最優秀カントリー・アルバム
- 『Own the Night』 – レディ・アンテベラム

### ニューエイジ
最優秀ニューエイジ・アルバム
- 『ホワッツ・イット・オール・アバウト（What's It All About）』 - パット・メセニー

### ジャズ
最優秀インプロヴァイズド・ジャズ・ソロ
- "500 Miles High" - チック・コリア（チック・コリア、スタンリー・クラーク、レニー・ホワイト『フォーエヴァー（Forever）』所収）
- "All or Nothing at All" – ランディ・ブレッカー（『The Jazz Ballad Song Book』所収）
- "You Are My Sunshine" – ロン・カーター（『Remember Love』所収）
- "Work" – フレッド・ハーシュ（英語版）（『Alone at the Vanguard』所収）
- "Sonnymoon for Two" – ソニー・ロリンズ（『ロード・ショウズ VOL.2（Road Shows Vol.2）』所収）

最優秀ジャズ・ボーカル・アルバム
- 『モザイク・プロジェクト：ジャズと生きる女たち（The Mosaic Project）』 - テリ・リン・キャリントン＆Various Artists
- 『Round Midnight』 – カーリン・アリソン
- 『ザ・ゲイト（The Gate）』 – カート・エリング
- 『American Road』 – ティアニー・サットン・バンド
- 『The Music of Randy Newman』 – ロザンナ・ヴィトロ

最優秀ジャズ・インストゥルメンタル・アルバム
- 『フォーエヴァー（Forever）』 - チック・コリア、スタンリー・クラーク、レニー・ホワイト
- 『Bond: The Paris Sessions』 – ジェラルド・クレイトン（英語版）
- 『Alone at the Vanguard』 – フレッド・ハーシュ（英語版）
- 『バード・ソングス（Bird Songs）』 – ジョー・ロヴァーノ＆アス・ファイヴ
- 『ロード・ショウズ VOL.2（Road Shows Vol.2）』 – ソニー・ロリンズ
- 『タイムライン（Timeline）』 – イエロージャケッツ

最優秀ラージ・ジャズ・アンサンブル・アルバム
- 『ザ・グッド・フィーリング（The Good Feeling）』 - クリスチャン・マクブライド・ビッグバンド

### ゴスペル／コンテンポラリー・クリスチャン
最優秀ゴスペル／コンテンポラリー・クリスチャン・ミュージック・パフォーマンス
- "Jesus" – Sunday Best（『The Awakening of Le'Andria Johnson』所収）

最優秀ゴスペル・ソング
- カーク・フランクリン "Hello Fear" - カーク・フランクリン（ソングライター）（『Hello Fear』所収）

最優秀コンテンポラリー・クリスチャン・ミュージック・ソング（新設）
- ローラ・ストーリー（英語版） "Blessings" - ローラ・ストーリー（ソングライター）（『Blessings』所収）

最優秀ゴスペル・アルバム
- 『ハロー・フィアー（Hello Fear）』 – カーク・フランクリン

最優秀コンテンポラリー・クリスチャン・ミュージック・アルバム（新設）
- 『And If Our God Is for Us...』 – クリス・トムリン

### ラテン
最優秀ラテン・ポップ、ロックもしくはアーバン・アルバム
- 『Drama y Luz』 – マナー

最優秀リージョナル・メキシカンもしくはテハーノ・アルバム
- 『Bicentenario』 – ペペ・アギラール（英語版）

最優秀バンダもしくはノルテーニョ・アルバム
- 『MTV Unplugged: Los Tigres del Norte and Friends』 – Los Tigres del Norte

最優秀トロピカル・ラテン・アルバム
- 『The Last Mambo』 – Cachao

### アメリカン・ルーツ
最優秀アメリカーナ・アルバム
- 『ランブル・アット・ザ・ライマン（Ramble at the Ryman）』 – リヴォン・ヘルム

最優秀ブルーグラス・アルバム
- 『ペーパー・エアプレーン（Paper Airplane）』 – アリソン・クラウス＆ユニオン・ステーション

最優秀ブルース・アルバム
- 『レヴェレイター（Revelator）』 – テデスキ・トラックス・バンド

最優秀フォーク・アルバム（統合、改名）
- 『Barton Hollow』 – ザ・シビル・ウォーズ

最優秀リージョナル・ルーツ・ミュージック・アルバム
- 『Rebirth of New Orleans』 – リバース・ブラス・バンド

### レゲエ
最優秀レゲエ・アルバム
- 『Revelation Pt 1: The Root of Life』 – スティーブン・マーリー（英語版）

### ワールドミュージック
最優秀ワールドミュージック・アルバム
- 『タッシリ（Tassili）』 – ティナリウェン

### チルドレンズ
最優秀チルドレンズ・アルバム
- Various Artists『All About Bullies ... Big and Small』 – Steve Pullara、Jim Cravero、Pat Robinson、Kevin Mackie、Gloria Domina（プロデューサー）

### スポークン・ワード
最優秀スポークン・ワード・アルバム
- 『If You Ask Me (And of Course You Won't)』 - ベティ・ホワイト

### コメディ
最優秀コメディ・アルバム
- 『Hilarious』 - ルイ・C・K

### ミュージカル・ショー
最優秀ミュージカル劇場アルバム
- 『ブック・オブ・モルモン（The Book of Mormon）』
  - ジョシュ・ギャッド＆アンドルー・レイノルズ（プリンシパル・ソロイスト）。Anne Garefino、ロバート・ロペス、Stephen Oremus、トレイ・パーカー、スコット・ルーディン、マット・ストーン（プロデューサー）。Robert Lopez、Trey Parker、Matt Stone（作曲者／作詞者）。

### ビジュアルメディア向け
最優秀コンピレーション・サウンドトラック（ビジュアルメディア向け）（改名）
- 『ボードウォーク・エンパイア 欲望の街：オリジナル・サウンドトラック（Boardwalk Empire Volume 1: Music from the HBO Original Series）』- Various Artists

最優秀スコア・サウンドトラック（ビジュアルメディア向け）（改名）
- 『英国王のスピーチ：オリジナル・サウンドトラック（The King's Speech）』 - アレクサンドル・デスプラ（作曲者）

最優秀ソング（ビジュアルメディア向け）（改名）
- マンディ・ムーア＆ザッカリー・リーヴァイ "I See the Light"（『塔の上のラプンツェル（Tangled）』より） - アラン・メンケン、Glenn Slater（ソングライター）

### 作曲・編曲
最優秀インストゥルメンタル作曲
- ベラ・フレック＆ハワード・レヴィ "Life in Eleven" - ベラ・フレック＆ハワード・レヴィ（作曲者）（『Rocket Science』所収）

最優秀インストゥルメンタル編曲
- ゴードン・グッドウィンズ・ビッグ・ファット・バンド "Rhapsody in Blue" - ゴードン・グッドウィン（英語版）（編曲者）（『ザッツ・ハウ・ウィ・ロール （『That's How We Roll）』所収）

最優秀インストゥルメンタル編曲（ボーカリストあり）
- トニー・ベネット＆クィーン・ラティファ "Who Can I Turn To (When Nobody Needs Me)" - ホルヘ・カランドレッリ（英語版）（編曲者）（トニー・ベネット『デュエッツII（Duets II）』所収）

### パッケージ
最優秀録音パッケージ
- アーケイド・ファイア『ザ・サバーブス（Scenes from The Suburbs）』 - Vincent Morisset（アート・ディレクター）

最優秀ボックスドもしくは特別限定版パッケージ
- ブルース・スプリングスティーン『闇に吠える街〜ザ・プロミス:ザ・ダークネス・オン・ジ・エッジ・オブ・タウン・ストーリー（The Promise: The Darkness on the Edge of Town Story）』 - Dave Bett、Michelle Holme（アート・ディレクター）

### ノーツ
最優秀アルバム・ノーツ
- Various Artists 『Hear Me Howling!: Blues, Ballads & Beyond as Recorded by the San Francisco Bay by Chris Strachwitz in the 1960s』 - Adam Machado（アルバム・ノーツ・ライター）

### ヒストリカル
最優秀ヒストリカル・アルバム
- ポール・マッカートニー＆ウイングス『バンド・オン・ザ・ラン（スーパー・デラックス・エディション）（Band on the Run (Paul McCartney Archive Collection – Deluxe Edition)）』 - ポール・マッカートニー（コンピレーション・プロデューサー）。Sam Okell、Steve Rooke（マスタリング・エンジニア）。

### 制作（非クラシカル）
最優秀エンジニアド・アルバム（非クラシカル）
- アリソン・クラウス＆ユニオン・ステーション『ペーパー・エアプレーン（Paper Airplane）』 - マイク・シプリー（エンジニア）。Brad Blackwood（マスタリング・エンジニア）。

プロデューサー・オブ・ザ・イヤー（非クラシカル）
- ポール・エプワース（英語版）

最優秀リミックスド録音
- Benny Benassi＆Gary Go "Cinema" (Skrillex Remix) - スクリレックス（リミキサー）

### 制作（サラウンド・サウンド）
最優秀サラウンド・サウンド・アルバム
- デレク・アンド・ザ・ドミノス『いとしのレイラ（40周年記念スーパー・デラックス・エディション）（Layla and Other Assorted Love Songs (Super Deluxe Edition)）』 - エリオット・シャイナー（英語版）（サラウンド・ミックス・エンジニア）。ボブ・ラドウィック（サラウンド・マスタリング・エンジニア）。Bill Levenson、エリオット・シャイナー（サラウンド・プロデューサー）。

### ミュージック・ビデオ
最優秀短編ミュージック・ビデオ
- アデル "Rolling in the Deep" – Sam Brown（ビデオ・ディレクター）。Hannah Chandler（ビデオ・プロデューサー）。

最優秀長編ミュージック・ビデオ
- フー・ファイターズ『バック・アンド・フォース（Foo Fighters: Back and Forth）』 – James Moll（ビデオ・ディレクター）。James Moll、ナイジェル・シンクレア（ビデオ・プロデューサー）。

### 特別賞
ミュージケアーズ・パーソン・オブ・ザ・イヤー
- ポール・マッカートニー